# Міський округ Коулун
Міський округ Коулун (кит.: 九龍城區; англ. Kowloon City District), також Коулун-сіті — один із вісімнадцяти районів Гонконгу, розташований у центрі острову Коулун. Міський округ Коулун займає площу приблизно 1000 гектарів. Населення — 418 732 людини (2016).
У районі був розташований аеропорт Кайтак до його перенесення у 1998 році.

## Географія
Міський округ Коулун обмежений на півдні Гаванню Вікторія, на заході — Колією гонконзького метрополітену, а на півночі — з районами скелі Лева та острову Шатін.

## Житлові масиви

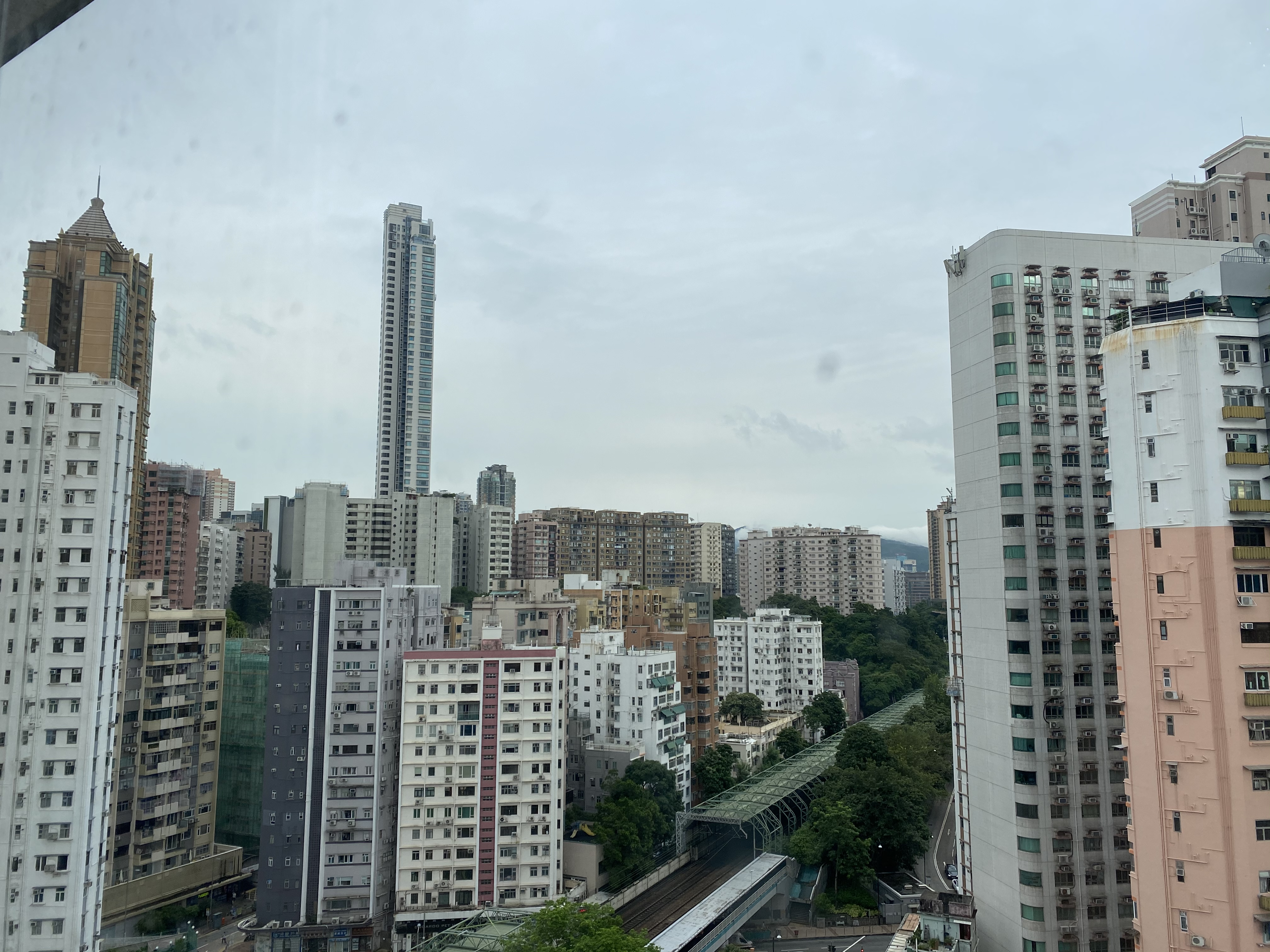
Приватні резиденції вздовж Тай Пінг Роуд
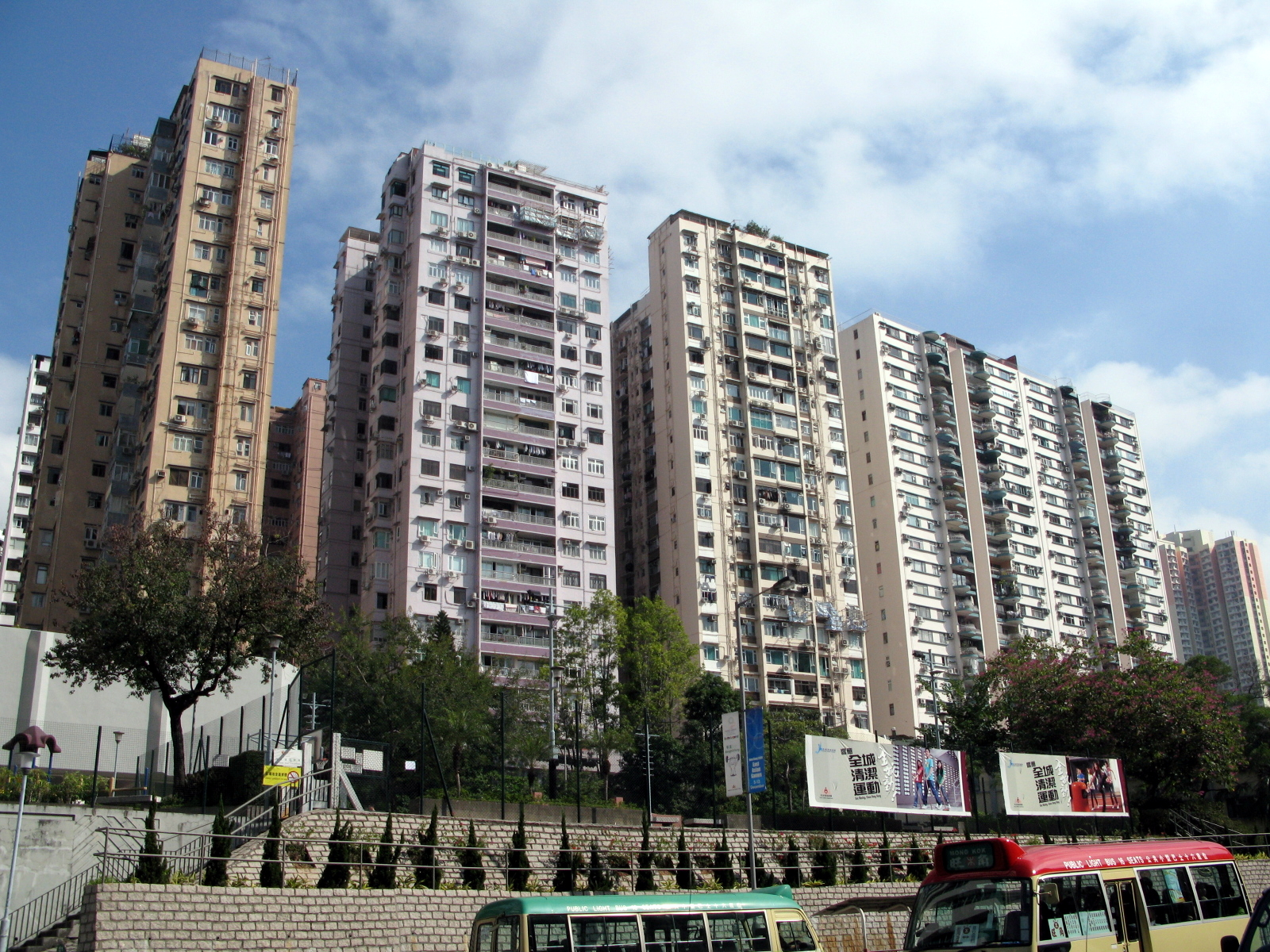
Стара резиденція Waterloo Road Hill
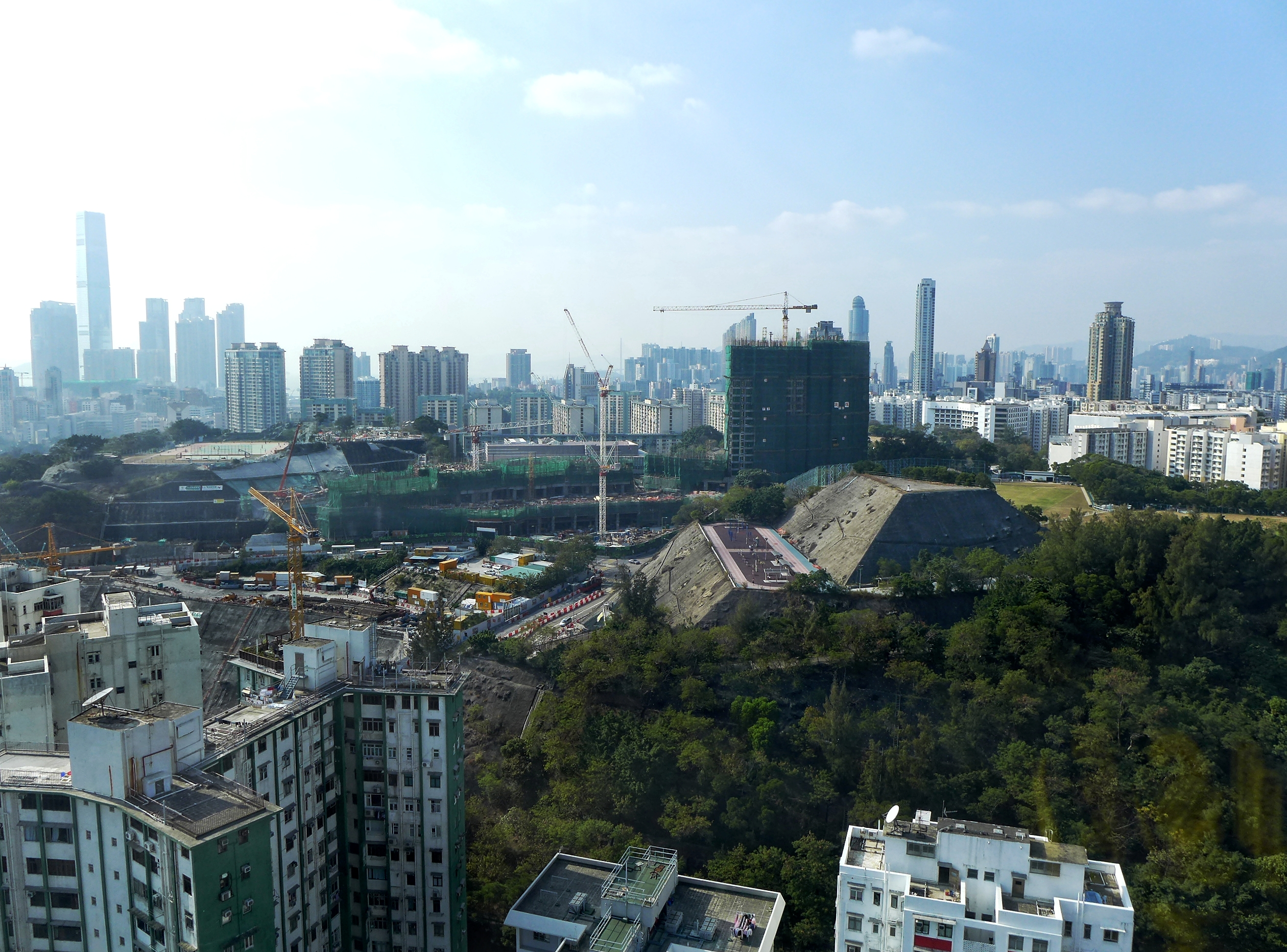
Ho Man Tin Station New Land Project, будівля, що будується на відстані, Tianzhu
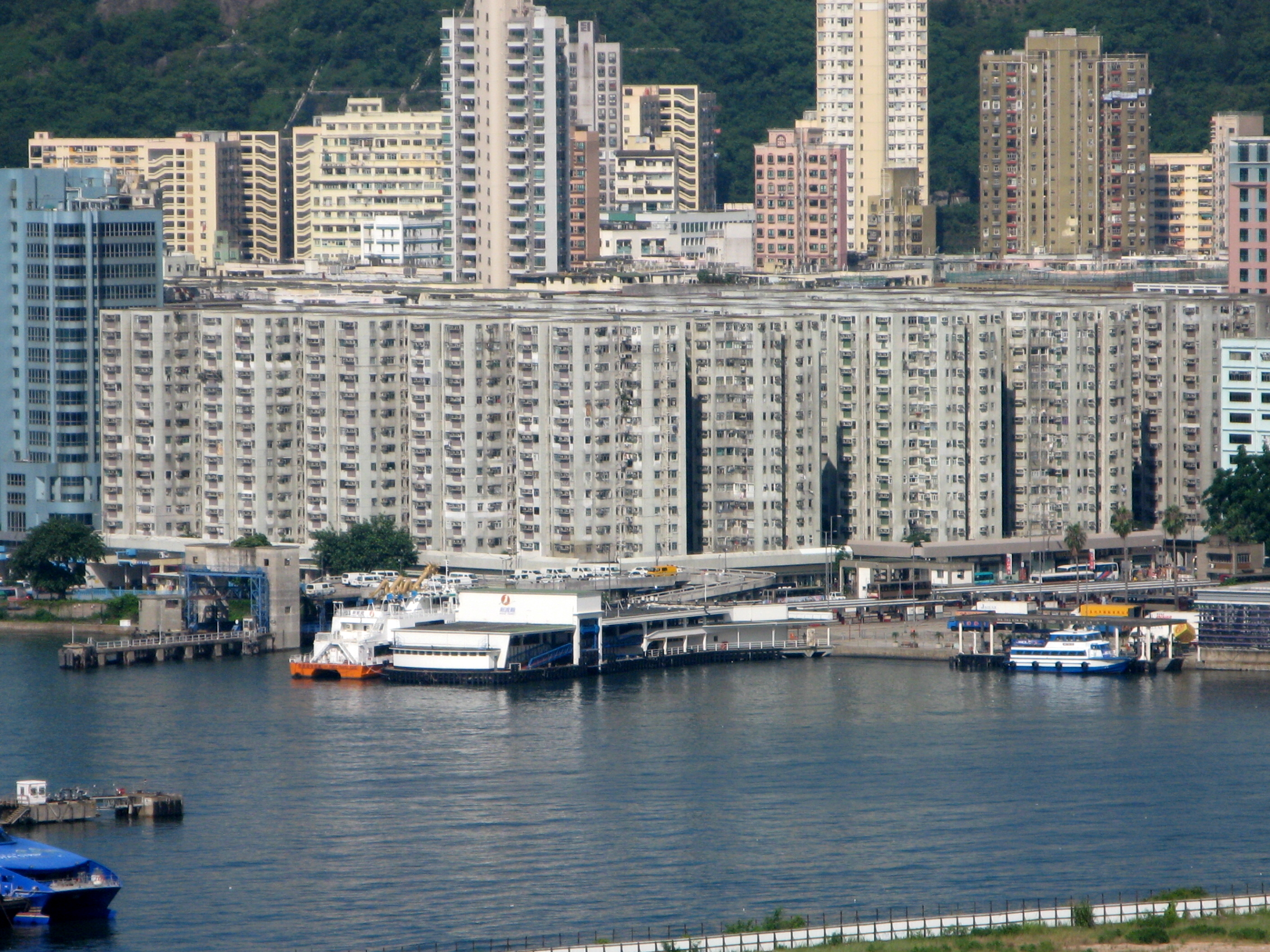
Нове село Вай Хенг Чеонг
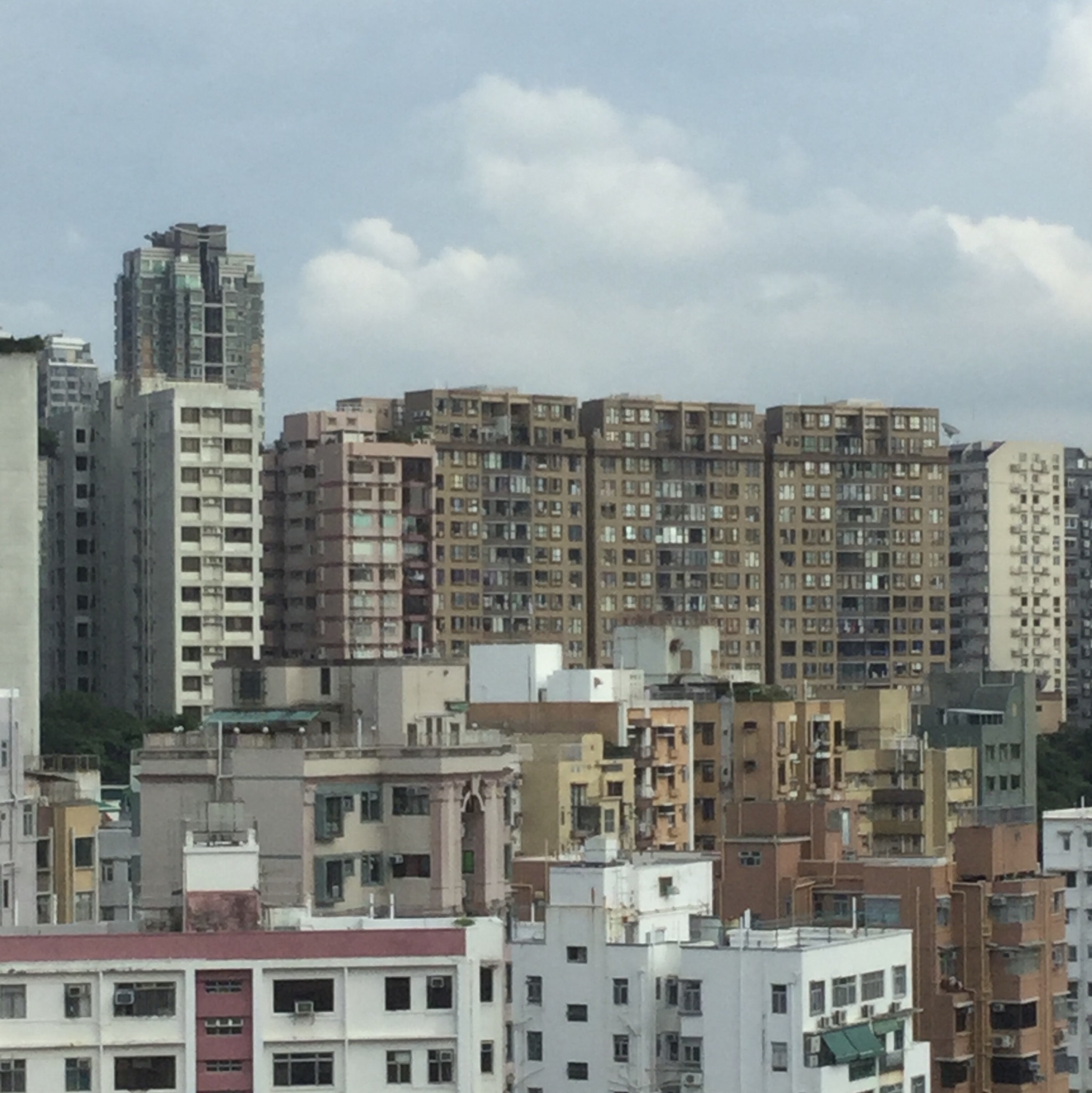
Гора Цзюньї
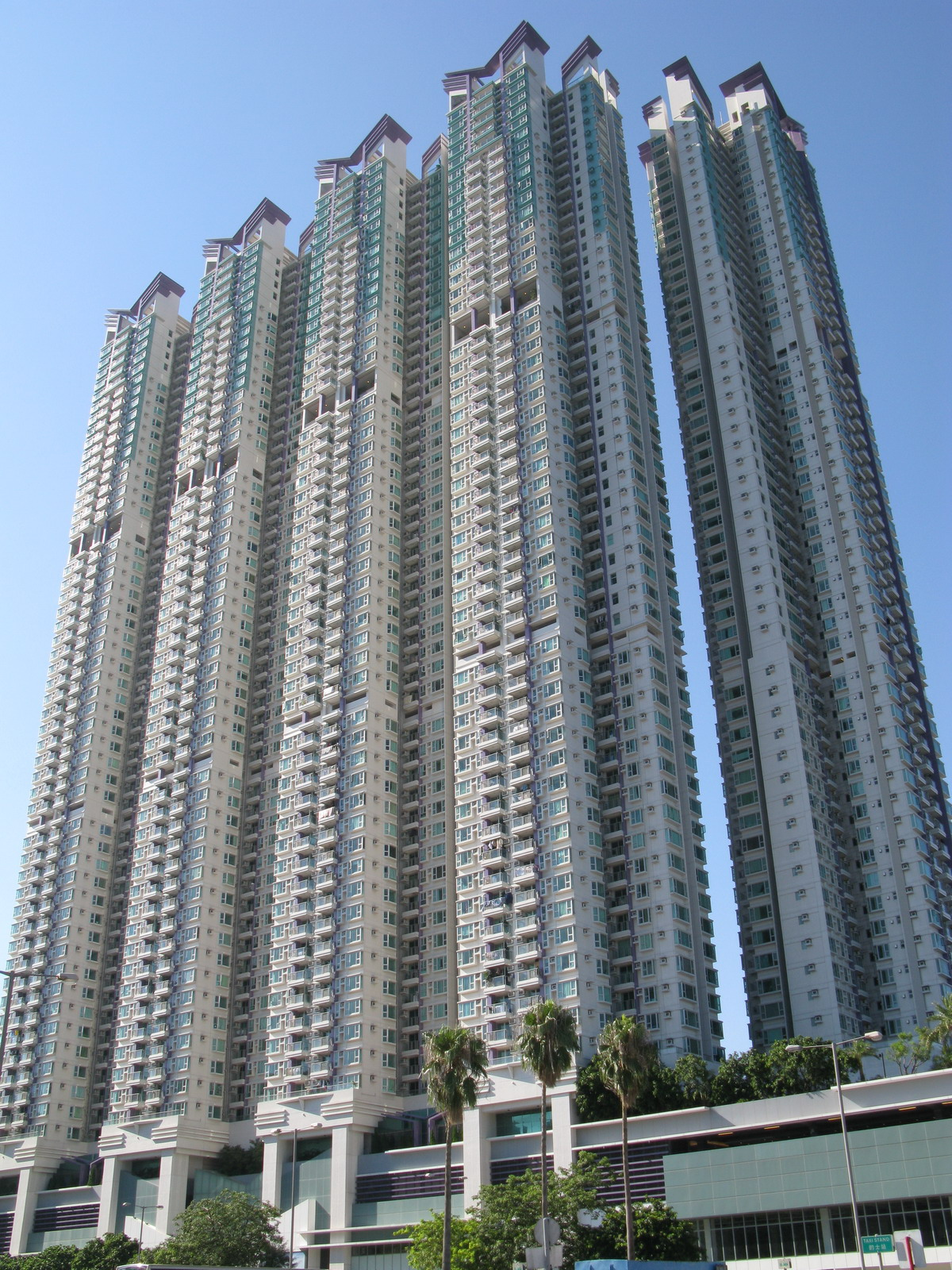
Затока Сянлун
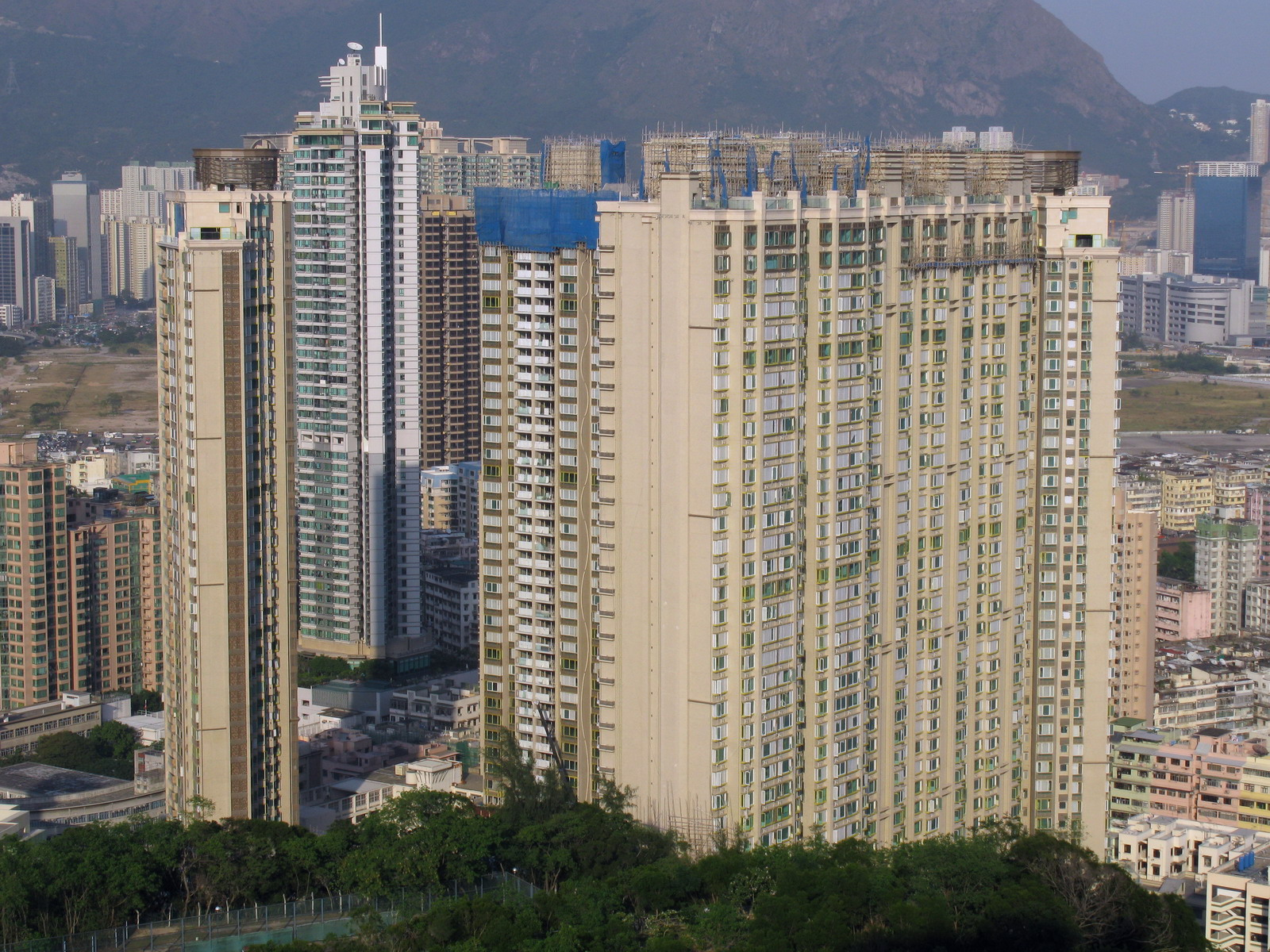
Середній рівень один
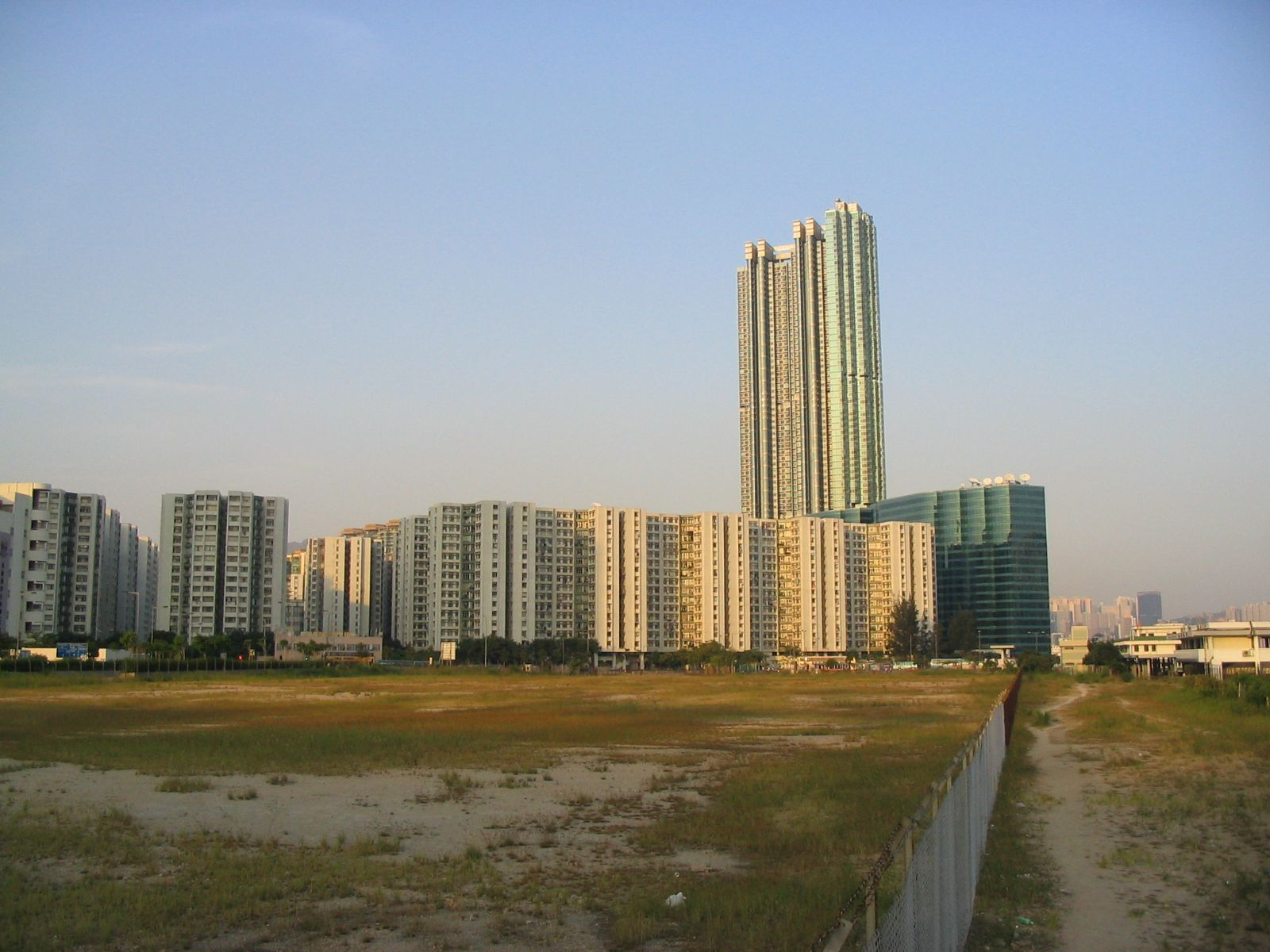
Сад Вампоа
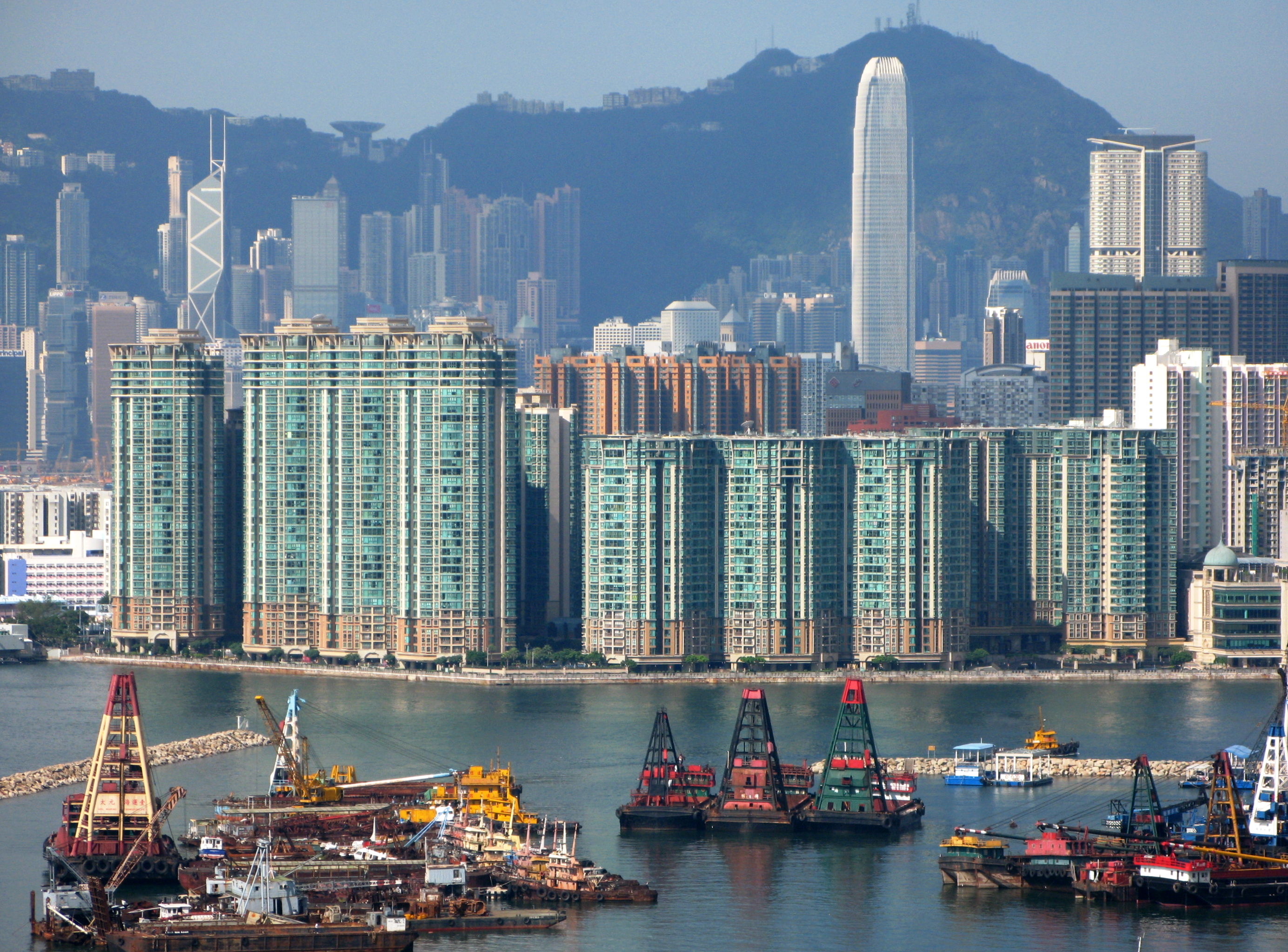
Гавань Плаза
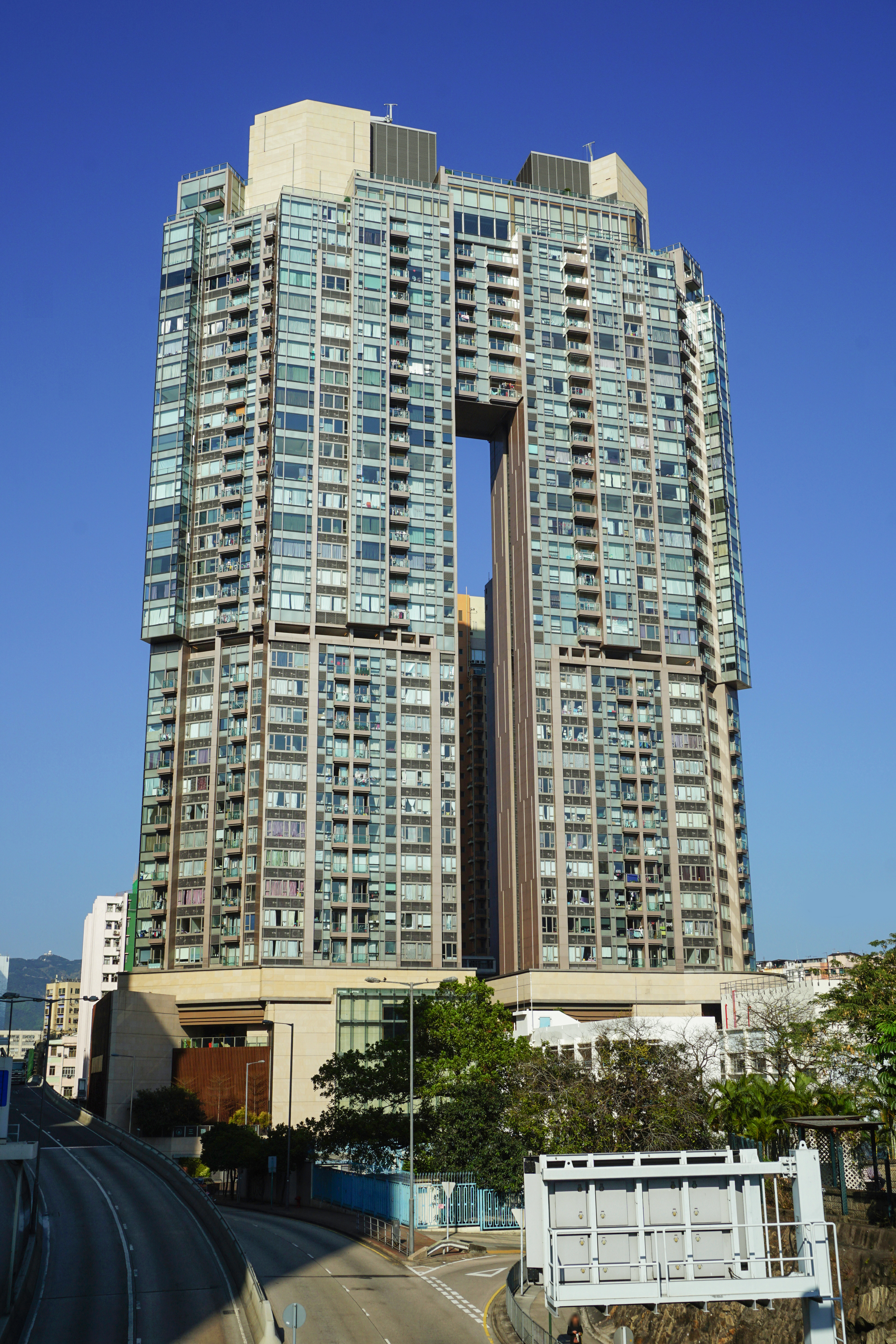
Шогомон
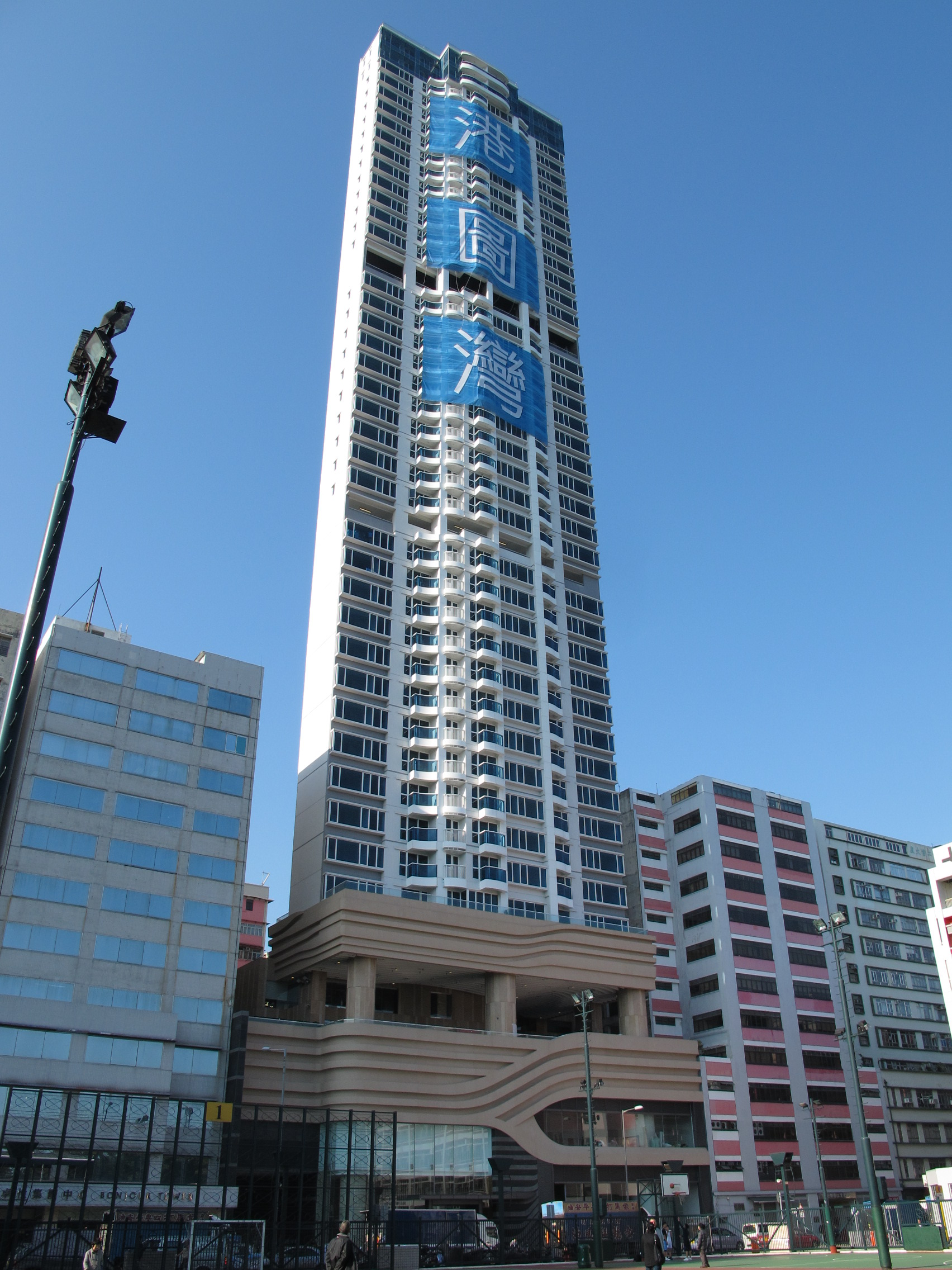
Гавань Туван

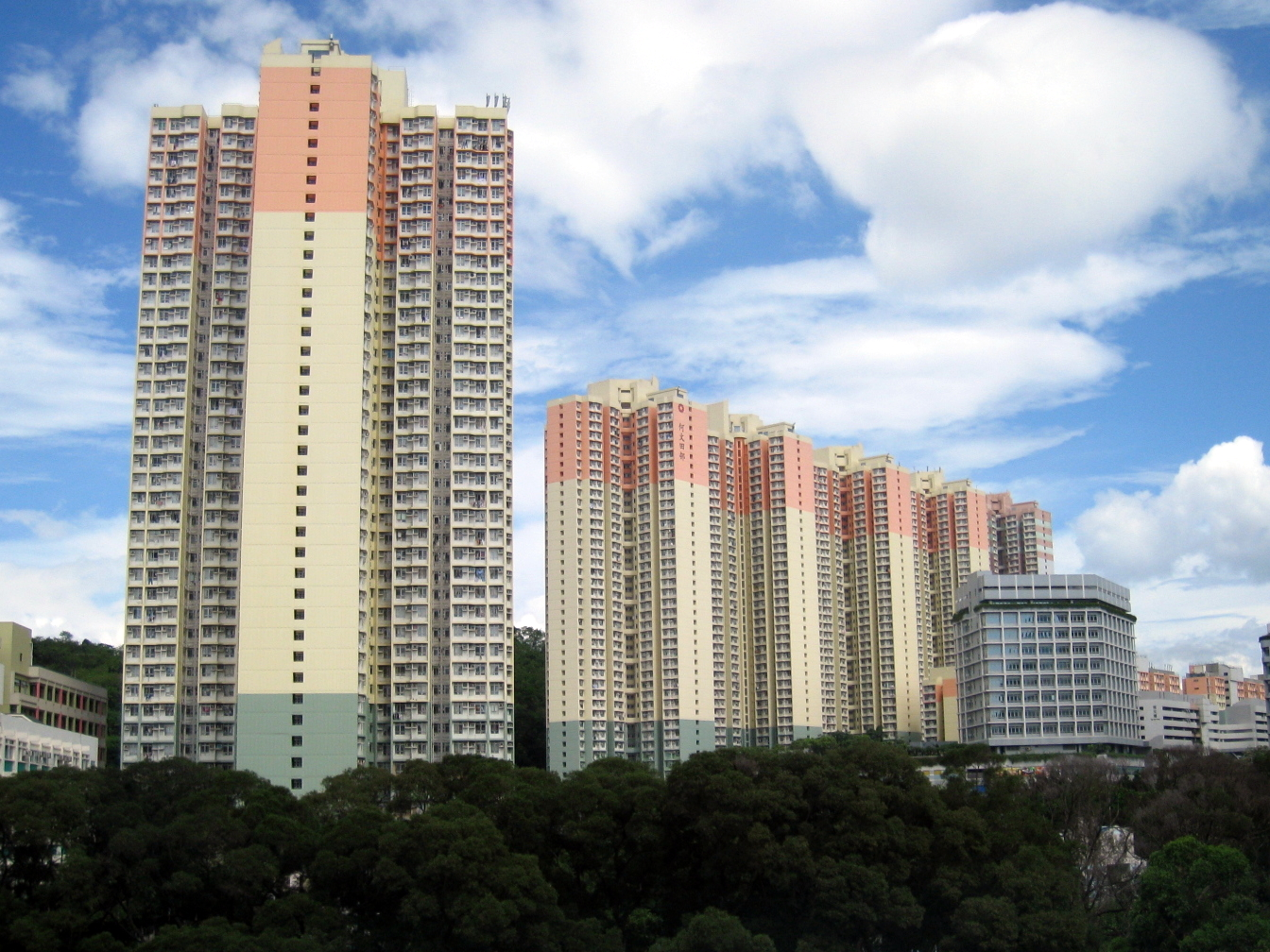
Маєток Хо Ман Тін
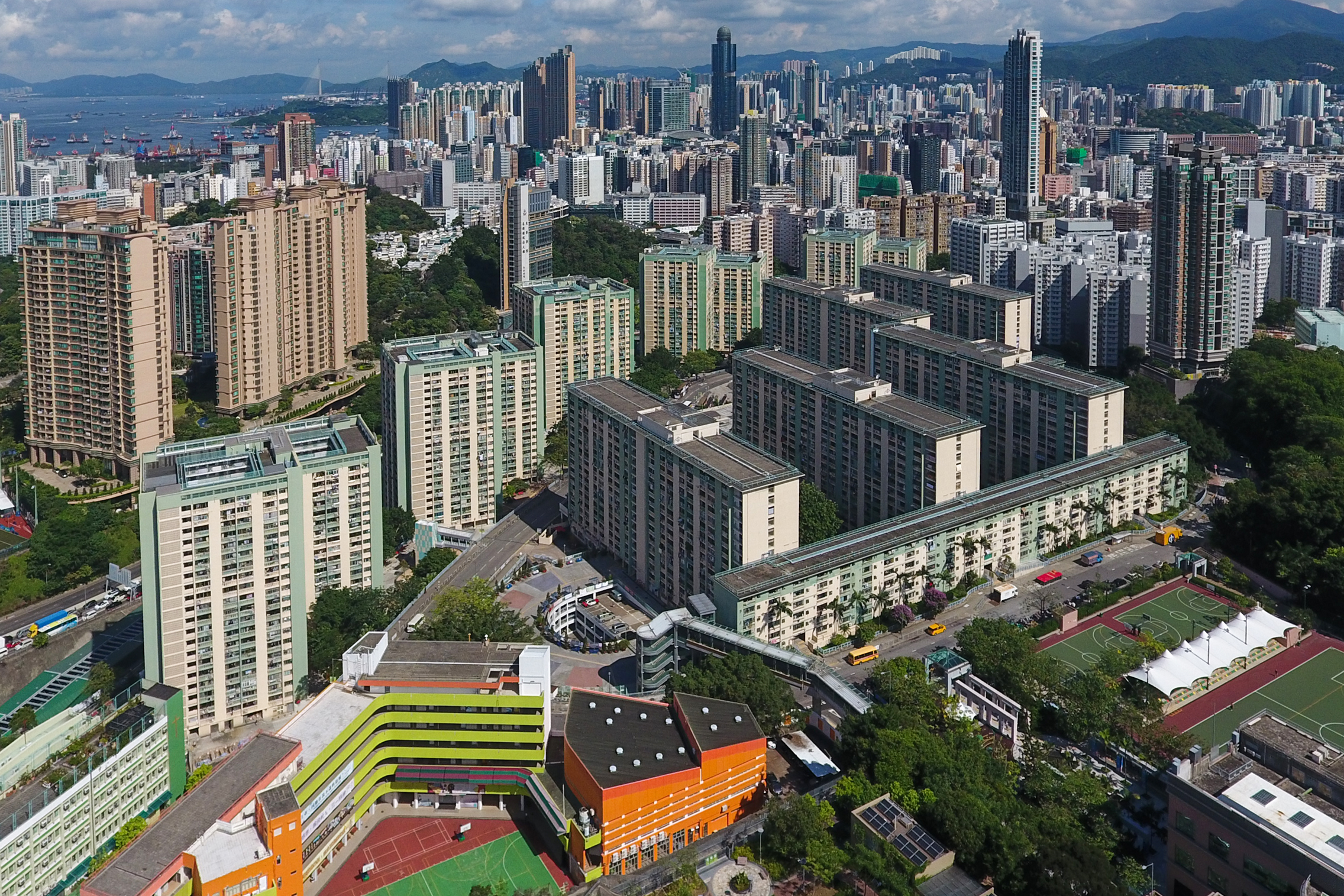
Поселення Аймін
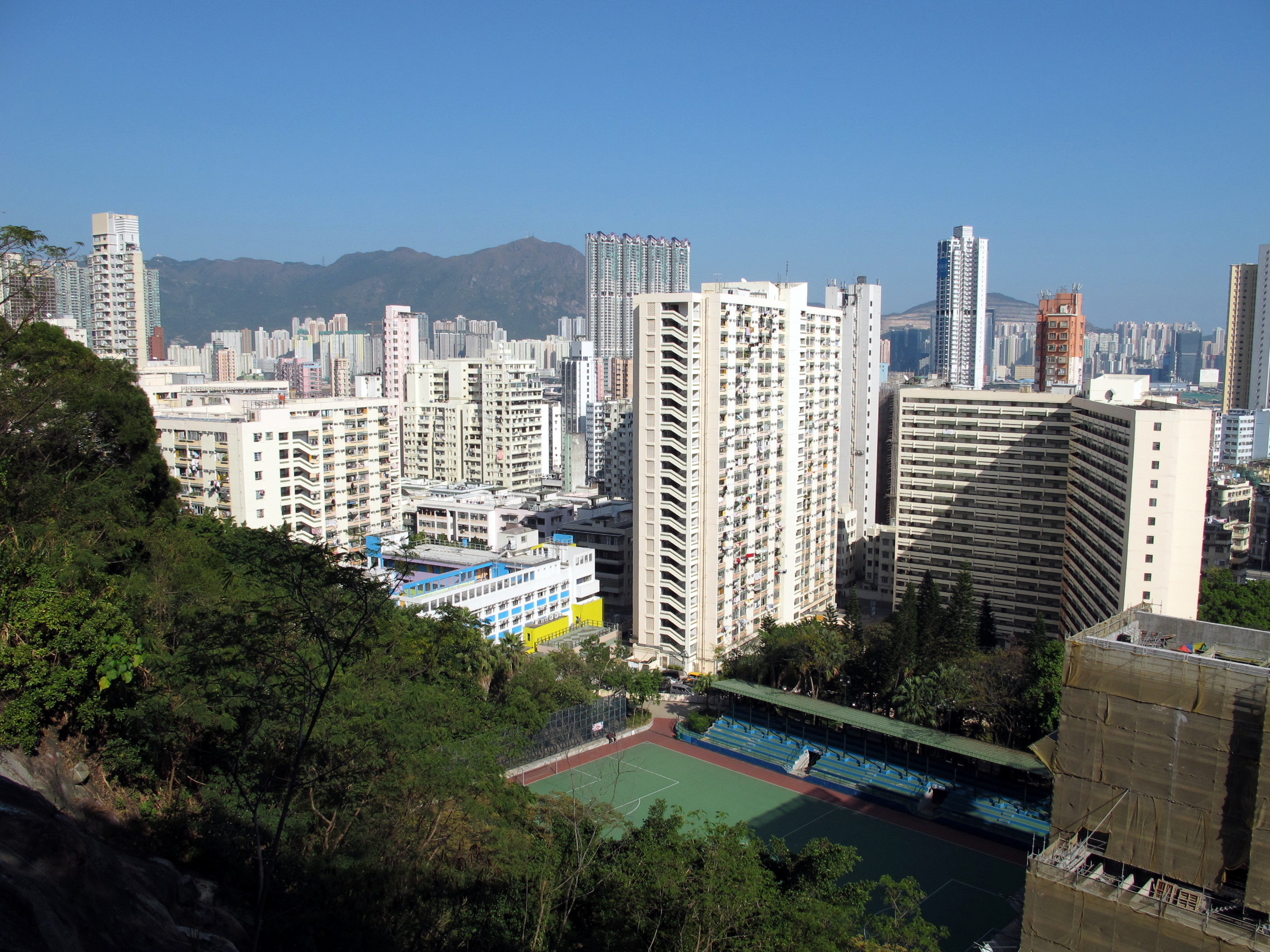
Лемін Сінькунь
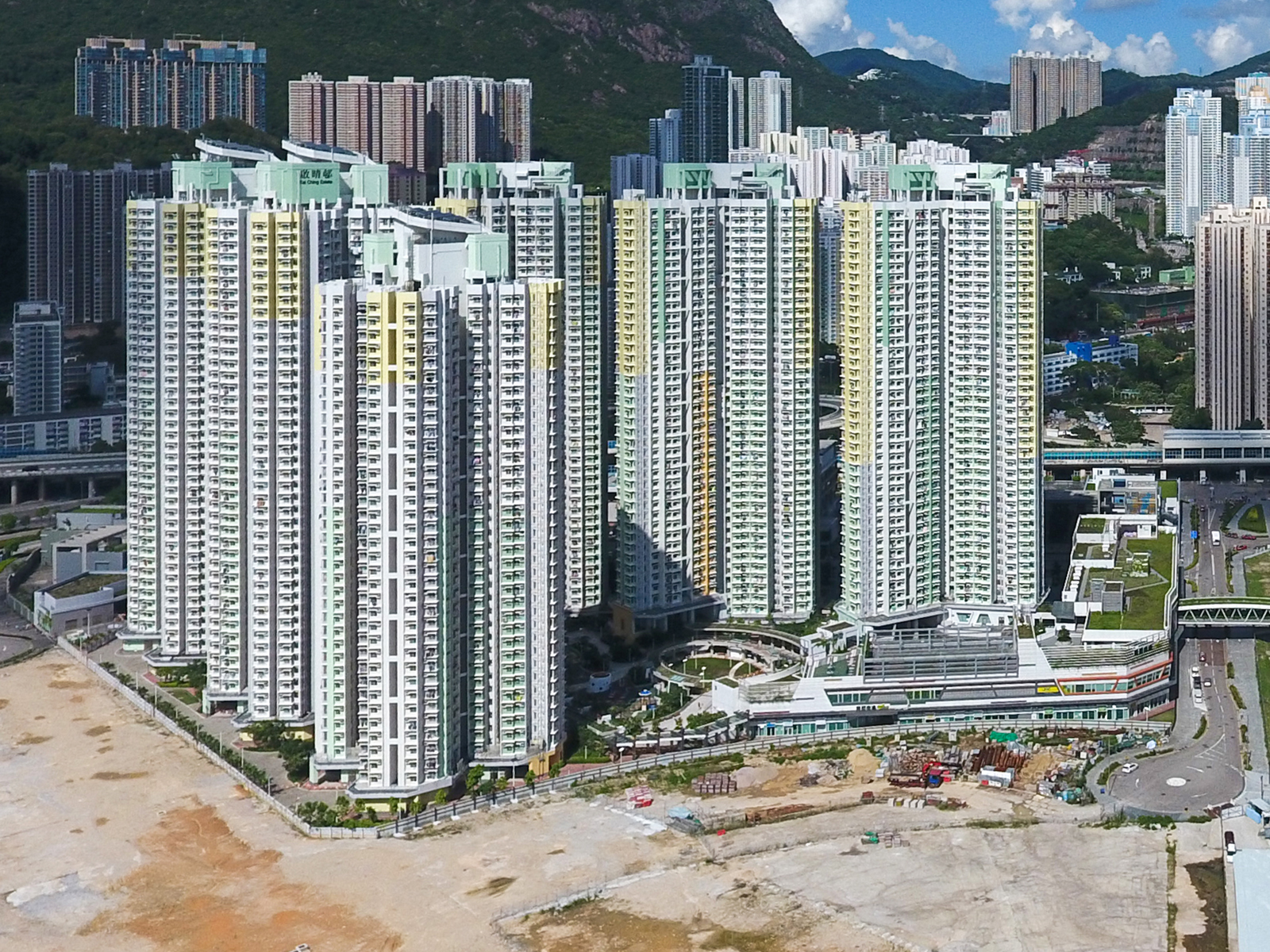
Поселення Кай Чінг
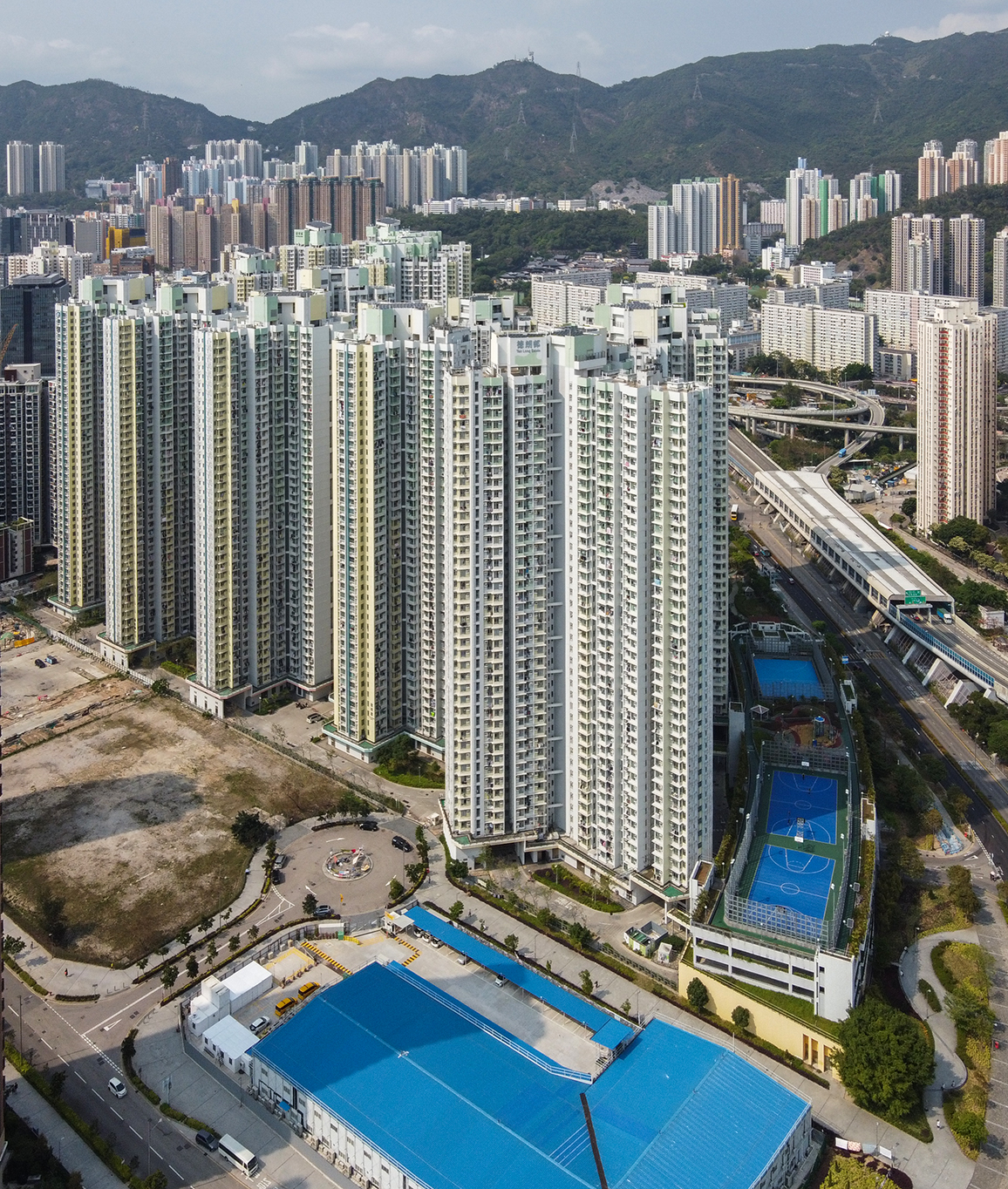
Поселення Деланг
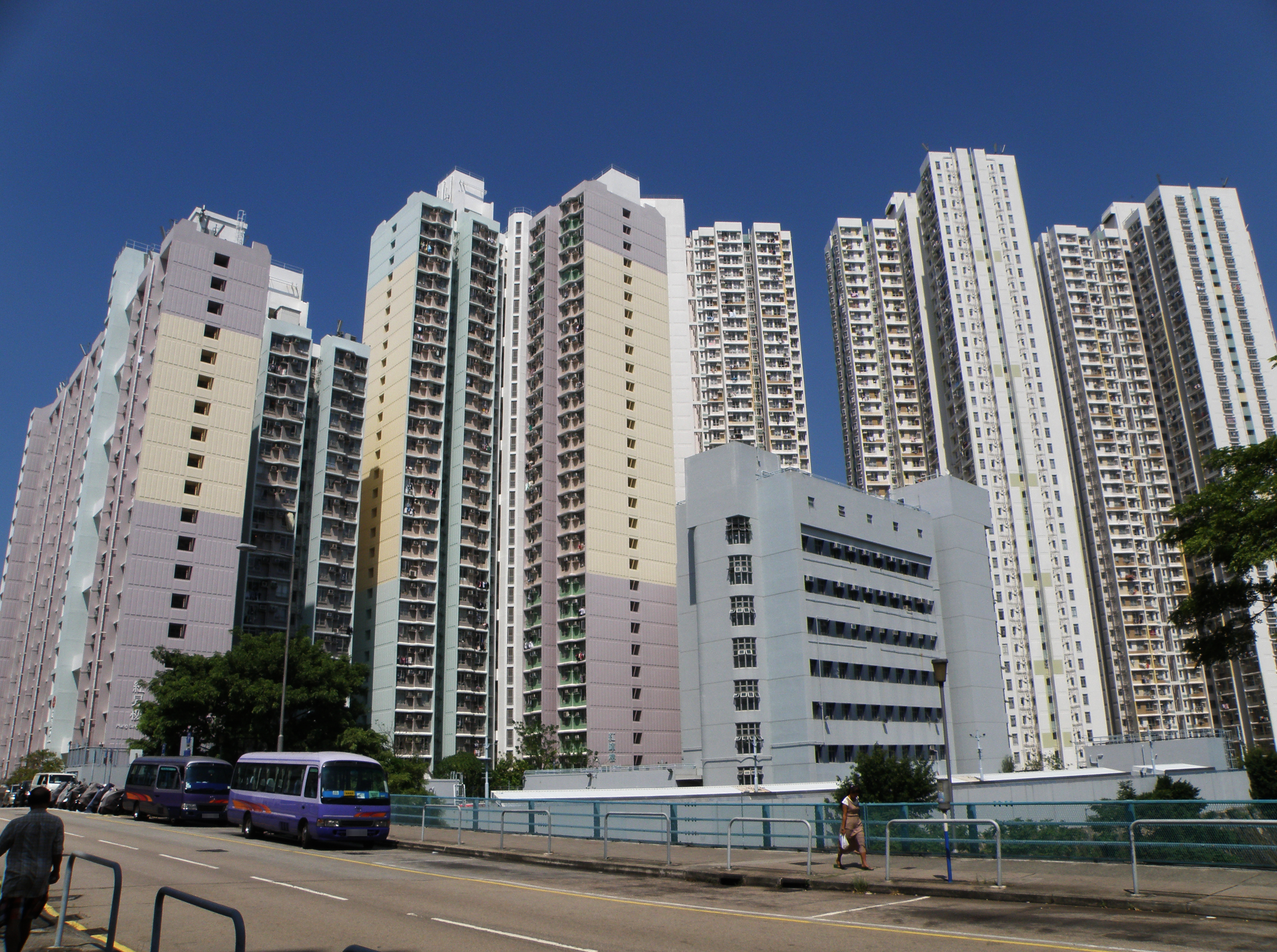
Садиба Хунг Хом

## Торгові центри

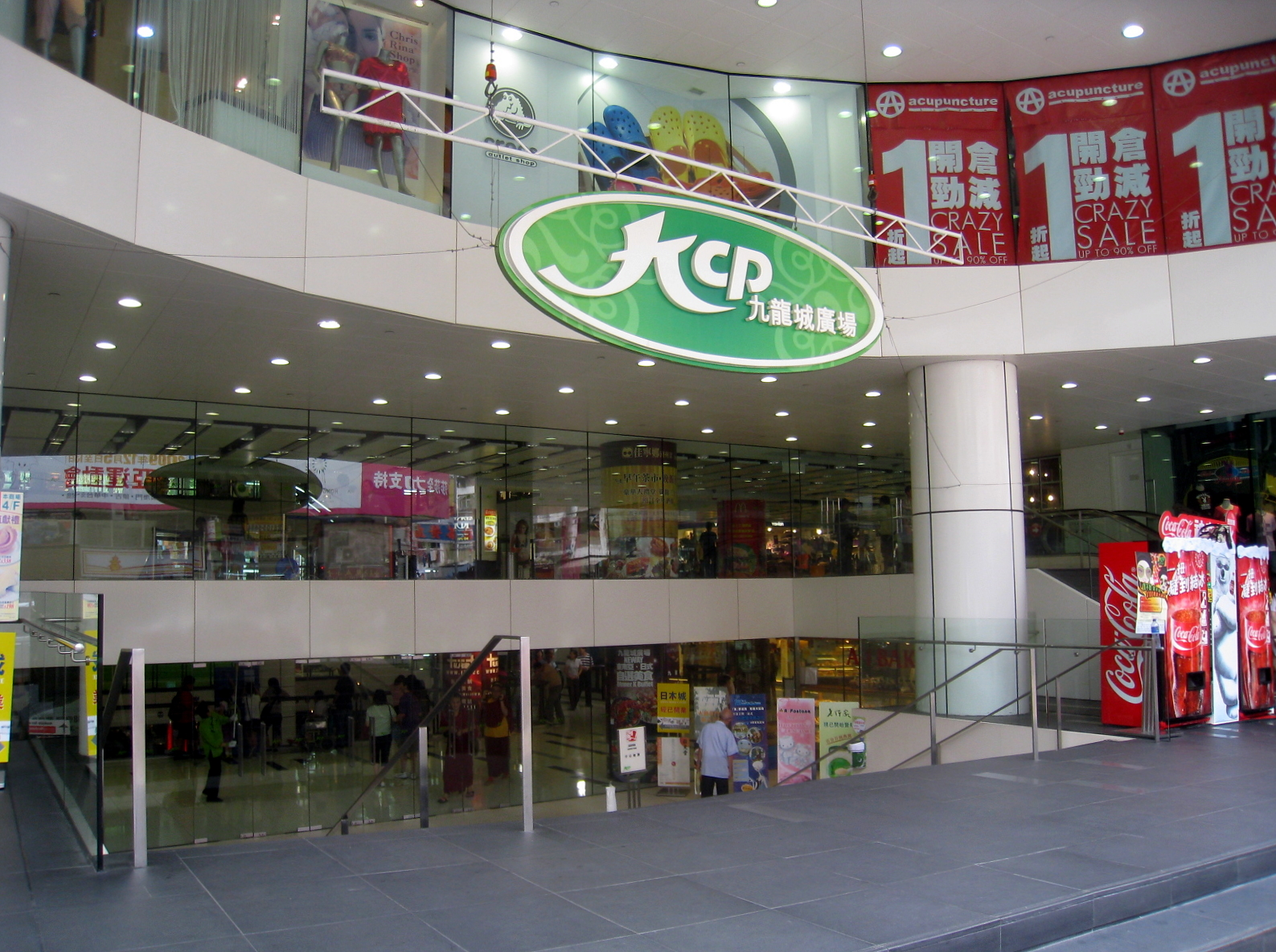
Коулун Сіті Плаза
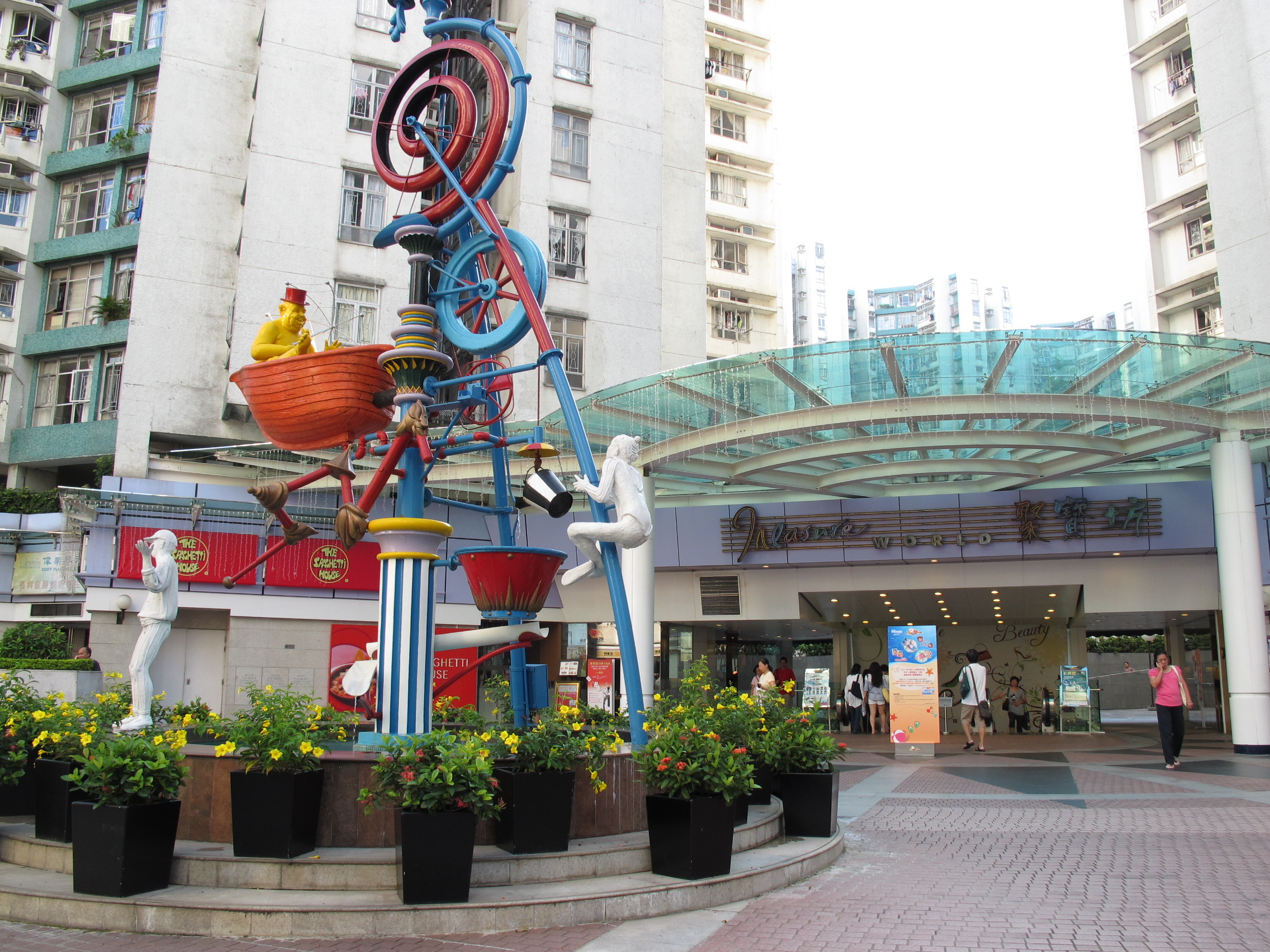
Хуанпу Сіньтянді
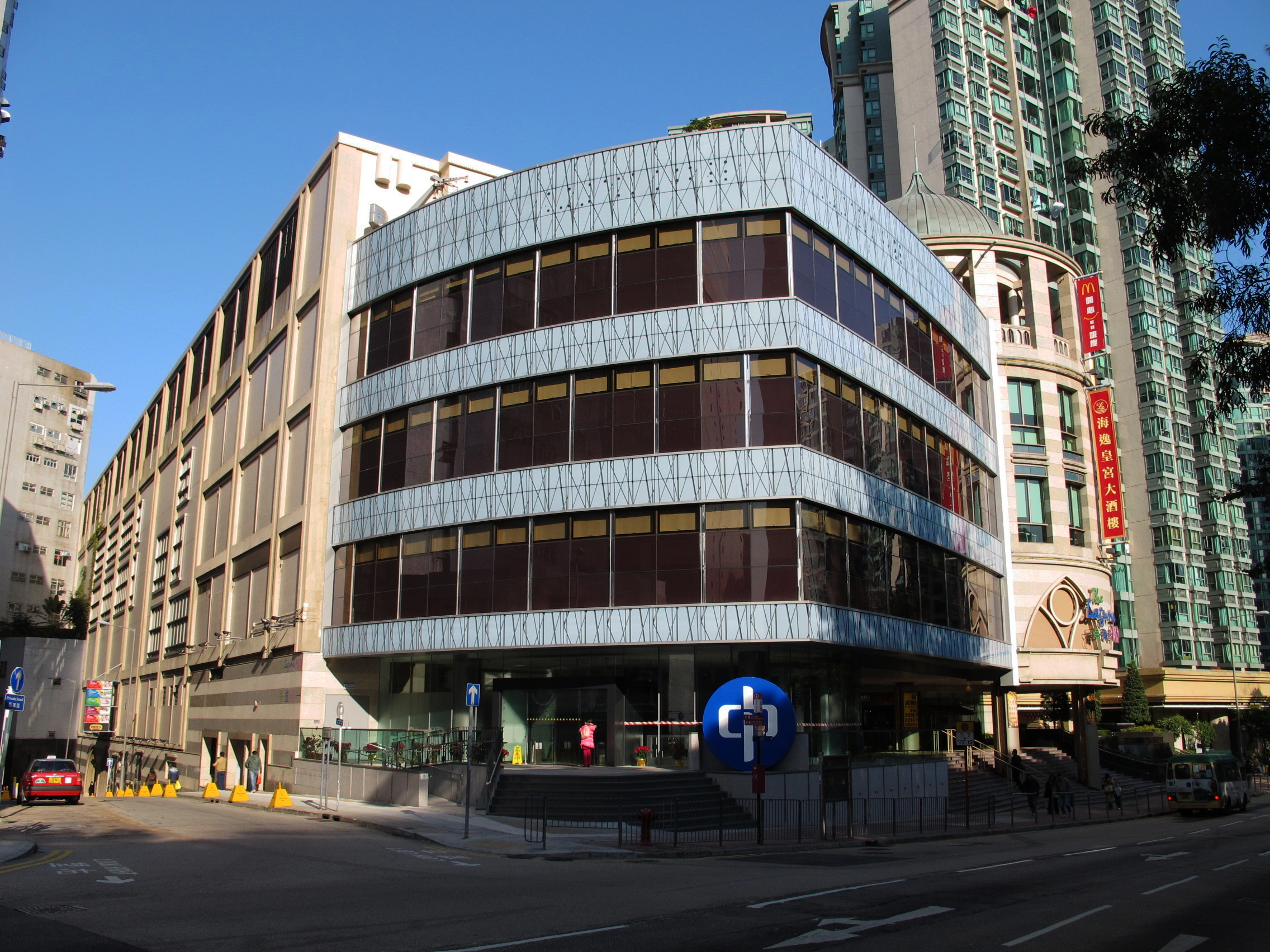
Harbour Place
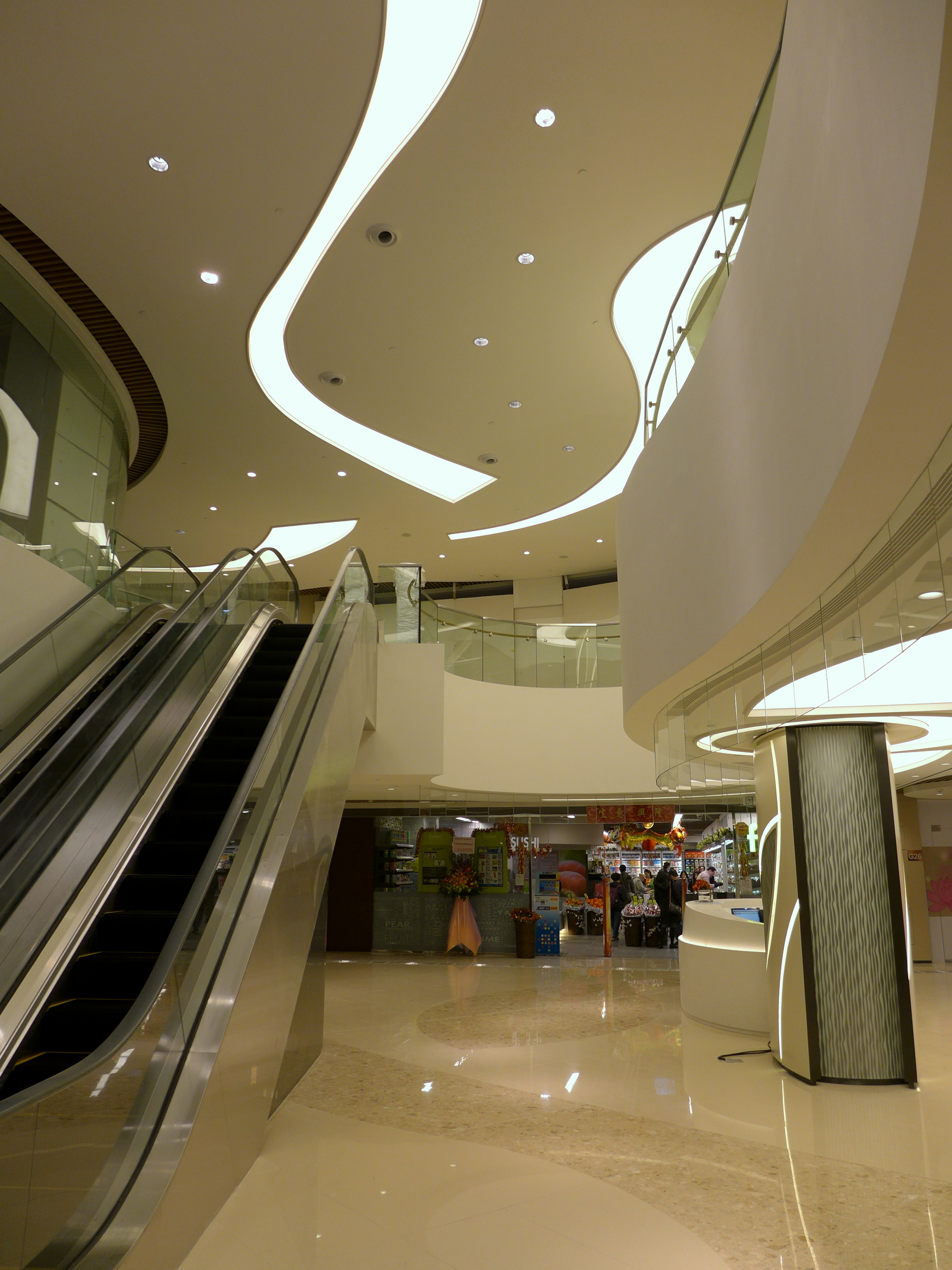
Торговий центр Shengyu
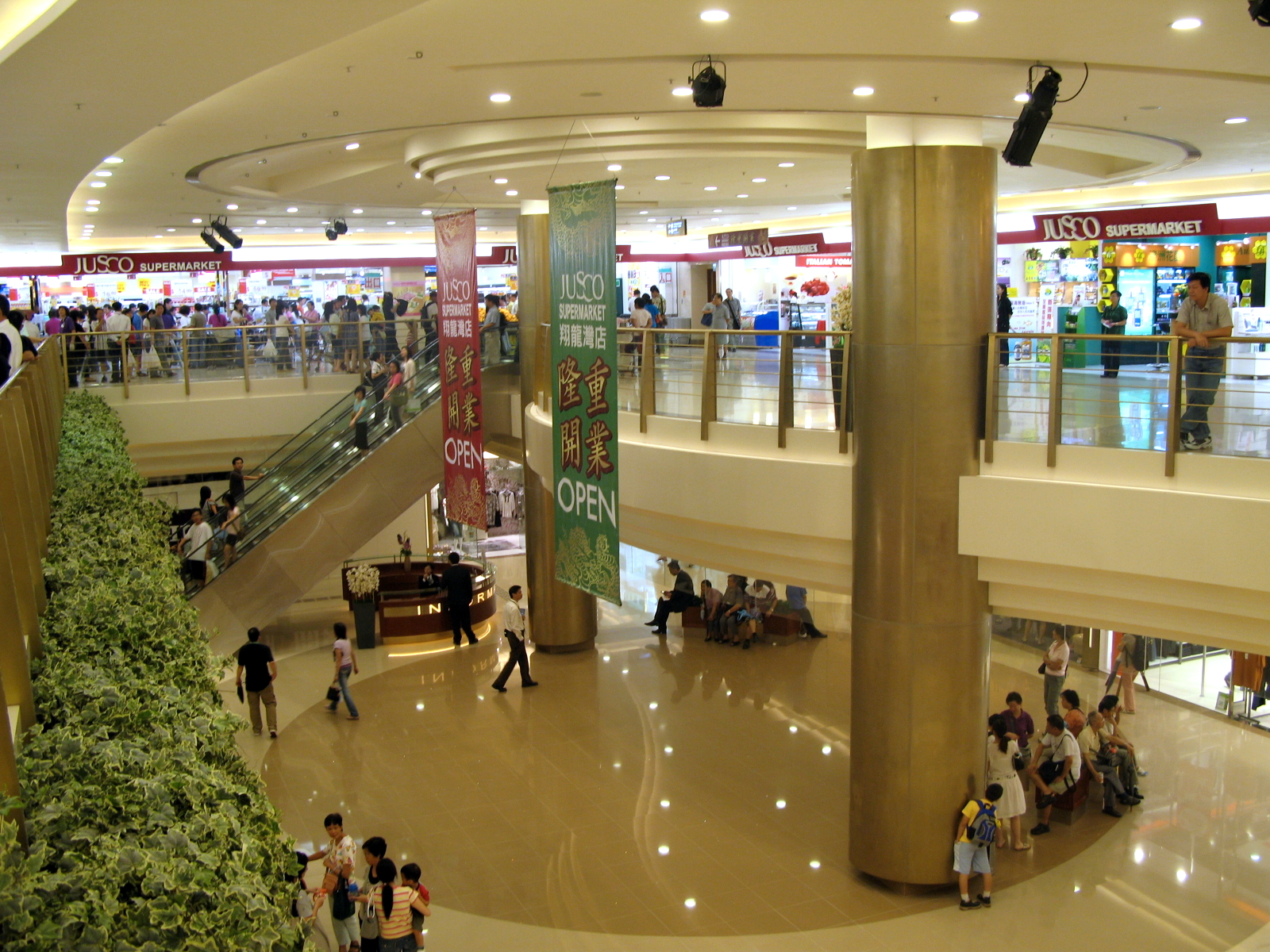
ТЦ «Чьонґлунґвань»
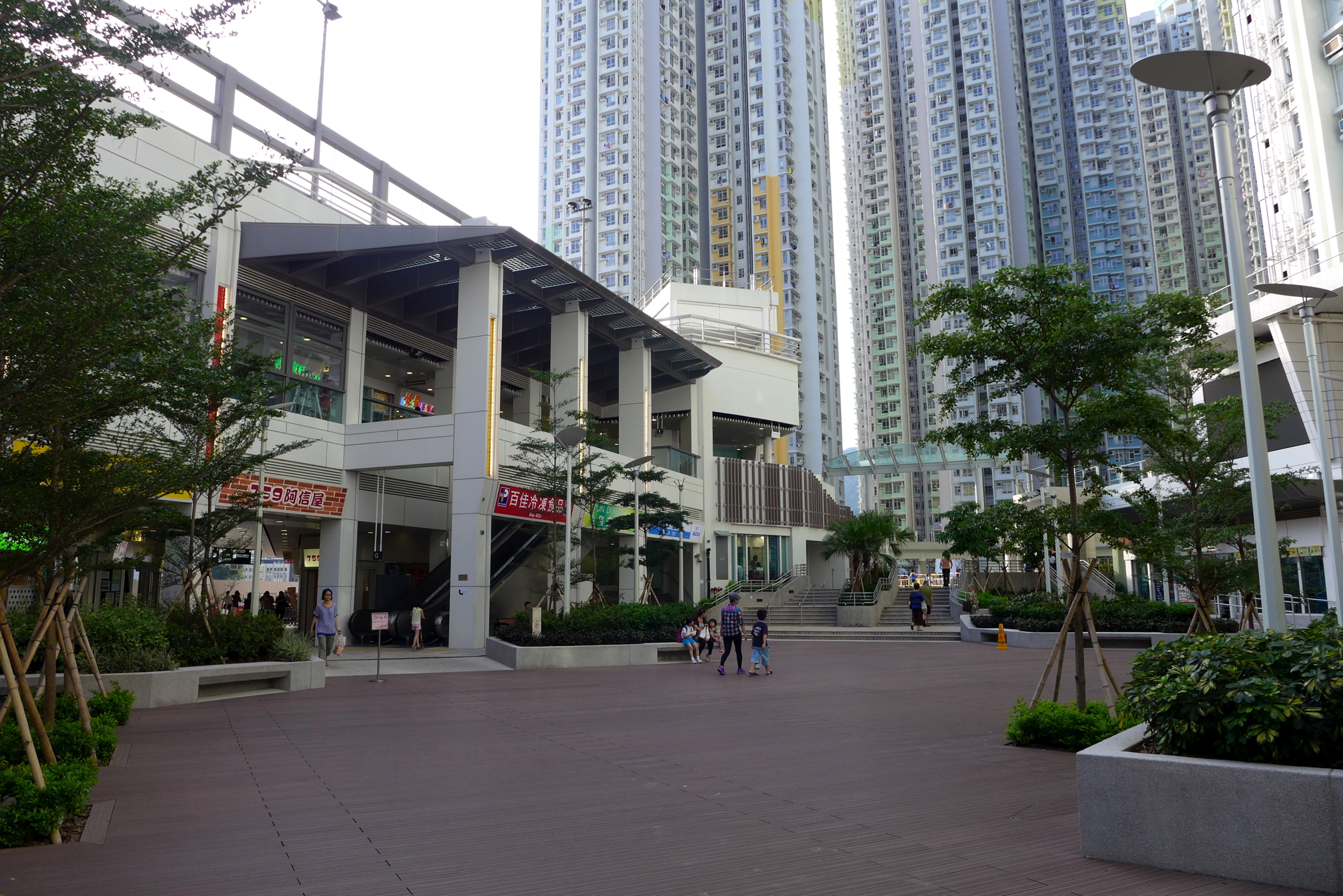
Торговий центр Qinglang

## Парки

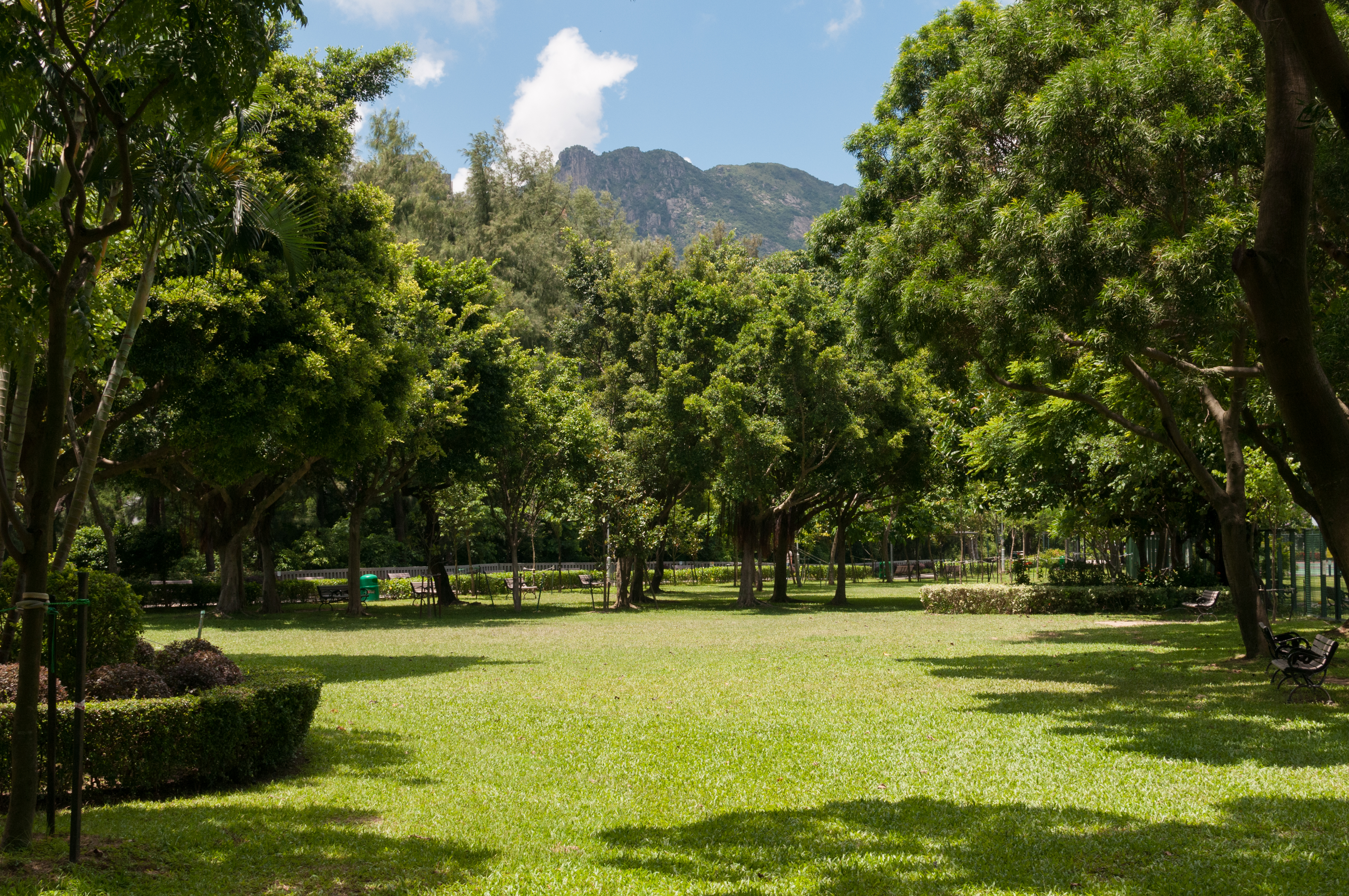
Парк Коулун Цай
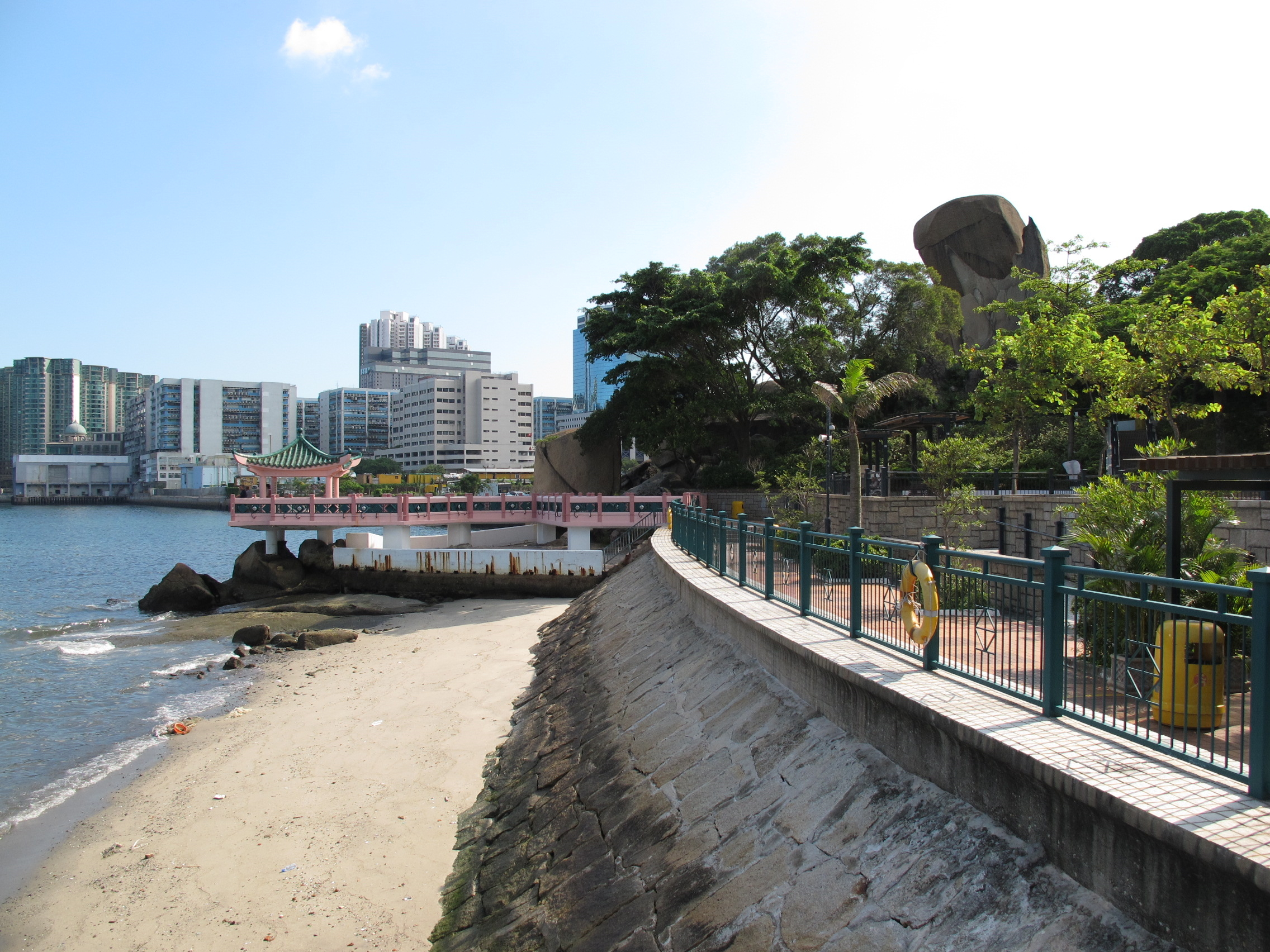
Парк Хайсінь
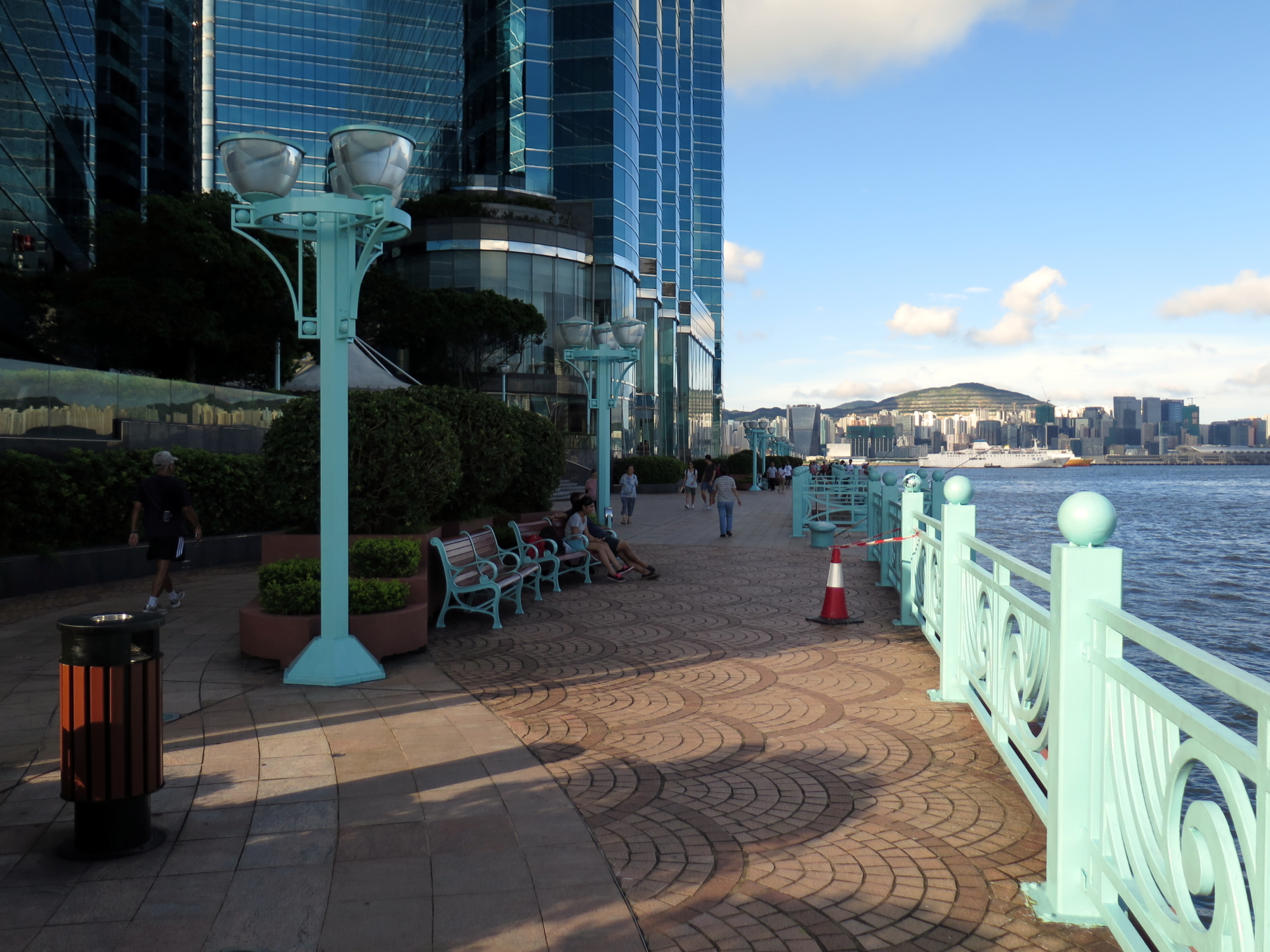
Набережна Хунг Хом
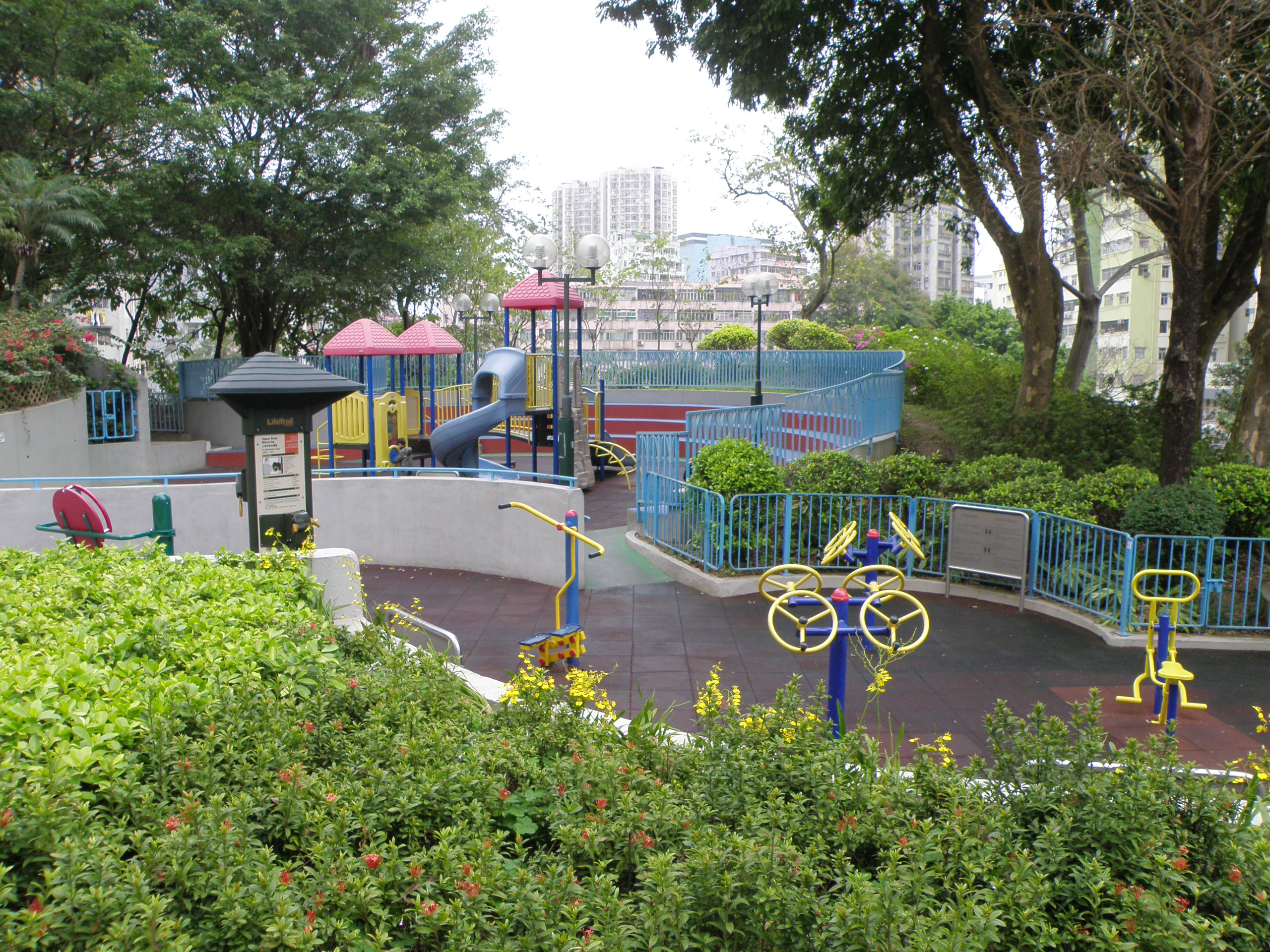
Дороговий парк Ко Шан